# Diagrama (xadrez)
|   | a | b | c | d | e | f | g | h |   |
| 8 | a8 preto torre · b8 preto cavalo · c8 preto bispo · f8 preto torre · g8 preto rei · a7 preto peão · b7 preto peão · c7 preto peão · e7 preto rainha · f7 preto peão · g7 preto bispo · h7 preto peão · d6 preto peão · f6 preto cavalo · g6 preto peão · e5 preto peão · a2 branco peão · b2 branco peão · c2 branco peão · d2 branco peão · e2 branco peão · f2 branco peão · g2 branco peão · h2 branco peão · a1 branco torre · b1 branco cavalo · c1 branco bispo · d1 branco rainha · e1 branco rei · f1 branco bispo · g1 branco cavalo · h1 branco torre | a8 preto torre · b8 preto cavalo · c8 preto bispo · f8 preto torre · g8 preto rei · a7 preto peão · b7 preto peão · c7 preto peão · e7 preto rainha · f7 preto peão · g7 preto bispo · h7 preto peão · d6 preto peão · f6 preto cavalo · g6 preto peão · e5 preto peão · a2 branco peão · b2 branco peão · c2 branco peão · d2 branco peão · e2 branco peão · f2 branco peão · g2 branco peão · h2 branco peão · a1 branco torre · b1 branco cavalo · c1 branco bispo · d1 branco rainha · e1 branco rei · f1 branco bispo · g1 branco cavalo · h1 branco torre | a8 preto torre · b8 preto cavalo · c8 preto bispo · f8 preto torre · g8 preto rei · a7 preto peão · b7 preto peão · c7 preto peão · e7 preto rainha · f7 preto peão · g7 preto bispo · h7 preto peão · d6 preto peão · f6 preto cavalo · g6 preto peão · e5 preto peão · a2 branco peão · b2 branco peão · c2 branco peão · d2 branco peão · e2 branco peão · f2 branco peão · g2 branco peão · h2 branco peão · a1 branco torre · b1 branco cavalo · c1 branco bispo · d1 branco rainha · e1 branco rei · f1 branco bispo · g1 branco cavalo · h1 branco torre | a8 preto torre · b8 preto cavalo · c8 preto bispo · f8 preto torre · g8 preto rei · a7 preto peão · b7 preto peão · c7 preto peão · e7 preto rainha · f7 preto peão · g7 preto bispo · h7 preto peão · d6 preto peão · f6 preto cavalo · g6 preto peão · e5 preto peão · a2 branco peão · b2 branco peão · c2 branco peão · d2 branco peão · e2 branco peão · f2 branco peão · g2 branco peão · h2 branco peão · a1 branco torre · b1 branco cavalo · c1 branco bispo · d1 branco rainha · e1 branco rei · f1 branco bispo · g1 branco cavalo · h1 branco torre | a8 preto torre · b8 preto cavalo · c8 preto bispo · f8 preto torre · g8 preto rei · a7 preto peão · b7 preto peão · c7 preto peão · e7 preto rainha · f7 preto peão · g7 preto bispo · h7 preto peão · d6 preto peão · f6 preto cavalo · g6 preto peão · e5 preto peão · a2 branco peão · b2 branco peão · c2 branco peão · d2 branco peão · e2 branco peão · f2 branco peão · g2 branco peão · h2 branco peão · a1 branco torre · b1 branco cavalo · c1 branco bispo · d1 branco rainha · e1 branco rei · f1 branco bispo · g1 branco cavalo · h1 branco torre | a8 preto torre · b8 preto cavalo · c8 preto bispo · f8 preto torre · g8 preto rei · a7 preto peão · b7 preto peão · c7 preto peão · e7 preto rainha · f7 preto peão · g7 preto bispo · h7 preto peão · d6 preto peão · f6 preto cavalo · g6 preto peão · e5 preto peão · a2 branco peão · b2 branco peão · c2 branco peão · d2 branco peão · e2 branco peão · f2 branco peão · g2 branco peão · h2 branco peão · a1 branco torre · b1 branco cavalo · c1 branco bispo · d1 branco rainha · e1 branco rei · f1 branco bispo · g1 branco cavalo · h1 branco torre | a8 preto torre · b8 preto cavalo · c8 preto bispo · f8 preto torre · g8 preto rei · a7 preto peão · b7 preto peão · c7 preto peão · e7 preto rainha · f7 preto peão · g7 preto bispo · h7 preto peão · d6 preto peão · f6 preto cavalo · g6 preto peão · e5 preto peão · a2 branco peão · b2 branco peão · c2 branco peão · d2 branco peão · e2 branco peão · f2 branco peão · g2 branco peão · h2 branco peão · a1 branco torre · b1 branco cavalo · c1 branco bispo · d1 branco rainha · e1 branco rei · f1 branco bispo · g1 branco cavalo · h1 branco torre | a8 preto torre · b8 preto cavalo · c8 preto bispo · f8 preto torre · g8 preto rei · a7 preto peão · b7 preto peão · c7 preto peão · e7 preto rainha · f7 preto peão · g7 preto bispo · h7 preto peão · d6 preto peão · f6 preto cavalo · g6 preto peão · e5 preto peão · a2 branco peão · b2 branco peão · c2 branco peão · d2 branco peão · e2 branco peão · f2 branco peão · g2 branco peão · h2 branco peão · a1 branco torre · b1 branco cavalo · c1 branco bispo · d1 branco rainha · e1 branco rei · f1 branco bispo · g1 branco cavalo · h1 branco torre | 8 |
| 7 | a8 preto torre · b8 preto cavalo · c8 preto bispo · f8 preto torre · g8 preto rei · a7 preto peão · b7 preto peão · c7 preto peão · e7 preto rainha · f7 preto peão · g7 preto bispo · h7 preto peão · d6 preto peão · f6 preto cavalo · g6 preto peão · e5 preto peão · a2 branco peão · b2 branco peão · c2 branco peão · d2 branco peão · e2 branco peão · f2 branco peão · g2 branco peão · h2 branco peão · a1 branco torre · b1 branco cavalo · c1 branco bispo · d1 branco rainha · e1 branco rei · f1 branco bispo · g1 branco cavalo · h1 branco torre | a8 preto torre · b8 preto cavalo · c8 preto bispo · f8 preto torre · g8 preto rei · a7 preto peão · b7 preto peão · c7 preto peão · e7 preto rainha · f7 preto peão · g7 preto bispo · h7 preto peão · d6 preto peão · f6 preto cavalo · g6 preto peão · e5 preto peão · a2 branco peão · b2 branco peão · c2 branco peão · d2 branco peão · e2 branco peão · f2 branco peão · g2 branco peão · h2 branco peão · a1 branco torre · b1 branco cavalo · c1 branco bispo · d1 branco rainha · e1 branco rei · f1 branco bispo · g1 branco cavalo · h1 branco torre | a8 preto torre · b8 preto cavalo · c8 preto bispo · f8 preto torre · g8 preto rei · a7 preto peão · b7 preto peão · c7 preto peão · e7 preto rainha · f7 preto peão · g7 preto bispo · h7 preto peão · d6 preto peão · f6 preto cavalo · g6 preto peão · e5 preto peão · a2 branco peão · b2 branco peão · c2 branco peão · d2 branco peão · e2 branco peão · f2 branco peão · g2 branco peão · h2 branco peão · a1 branco torre · b1 branco cavalo · c1 branco bispo · d1 branco rainha · e1 branco rei · f1 branco bispo · g1 branco cavalo · h1 branco torre | a8 preto torre · b8 preto cavalo · c8 preto bispo · f8 preto torre · g8 preto rei · a7 preto peão · b7 preto peão · c7 preto peão · e7 preto rainha · f7 preto peão · g7 preto bispo · h7 preto peão · d6 preto peão · f6 preto cavalo · g6 preto peão · e5 preto peão · a2 branco peão · b2 branco peão · c2 branco peão · d2 branco peão · e2 branco peão · f2 branco peão · g2 branco peão · h2 branco peão · a1 branco torre · b1 branco cavalo · c1 branco bispo · d1 branco rainha · e1 branco rei · f1 branco bispo · g1 branco cavalo · h1 branco torre | a8 preto torre · b8 preto cavalo · c8 preto bispo · f8 preto torre · g8 preto rei · a7 preto peão · b7 preto peão · c7 preto peão · e7 preto rainha · f7 preto peão · g7 preto bispo · h7 preto peão · d6 preto peão · f6 preto cavalo · g6 preto peão · e5 preto peão · a2 branco peão · b2 branco peão · c2 branco peão · d2 branco peão · e2 branco peão · f2 branco peão · g2 branco peão · h2 branco peão · a1 branco torre · b1 branco cavalo · c1 branco bispo · d1 branco rainha · e1 branco rei · f1 branco bispo · g1 branco cavalo · h1 branco torre | a8 preto torre · b8 preto cavalo · c8 preto bispo · f8 preto torre · g8 preto rei · a7 preto peão · b7 preto peão · c7 preto peão · e7 preto rainha · f7 preto peão · g7 preto bispo · h7 preto peão · d6 preto peão · f6 preto cavalo · g6 preto peão · e5 preto peão · a2 branco peão · b2 branco peão · c2 branco peão · d2 branco peão · e2 branco peão · f2 branco peão · g2 branco peão · h2 branco peão · a1 branco torre · b1 branco cavalo · c1 branco bispo · d1 branco rainha · e1 branco rei · f1 branco bispo · g1 branco cavalo · h1 branco torre | a8 preto torre · b8 preto cavalo · c8 preto bispo · f8 preto torre · g8 preto rei · a7 preto peão · b7 preto peão · c7 preto peão · e7 preto rainha · f7 preto peão · g7 preto bispo · h7 preto peão · d6 preto peão · f6 preto cavalo · g6 preto peão · e5 preto peão · a2 branco peão · b2 branco peão · c2 branco peão · d2 branco peão · e2 branco peão · f2 branco peão · g2 branco peão · h2 branco peão · a1 branco torre · b1 branco cavalo · c1 branco bispo · d1 branco rainha · e1 branco rei · f1 branco bispo · g1 branco cavalo · h1 branco torre | a8 preto torre · b8 preto cavalo · c8 preto bispo · f8 preto torre · g8 preto rei · a7 preto peão · b7 preto peão · c7 preto peão · e7 preto rainha · f7 preto peão · g7 preto bispo · h7 preto peão · d6 preto peão · f6 preto cavalo · g6 preto peão · e5 preto peão · a2 branco peão · b2 branco peão · c2 branco peão · d2 branco peão · e2 branco peão · f2 branco peão · g2 branco peão · h2 branco peão · a1 branco torre · b1 branco cavalo · c1 branco bispo · d1 branco rainha · e1 branco rei · f1 branco bispo · g1 branco cavalo · h1 branco torre | 7 |
| 6 | a8 preto torre · b8 preto cavalo · c8 preto bispo · f8 preto torre · g8 preto rei · a7 preto peão · b7 preto peão · c7 preto peão · e7 preto rainha · f7 preto peão · g7 preto bispo · h7 preto peão · d6 preto peão · f6 preto cavalo · g6 preto peão · e5 preto peão · a2 branco peão · b2 branco peão · c2 branco peão · d2 branco peão · e2 branco peão · f2 branco peão · g2 branco peão · h2 branco peão · a1 branco torre · b1 branco cavalo · c1 branco bispo · d1 branco rainha · e1 branco rei · f1 branco bispo · g1 branco cavalo · h1 branco torre | a8 preto torre · b8 preto cavalo · c8 preto bispo · f8 preto torre · g8 preto rei · a7 preto peão · b7 preto peão · c7 preto peão · e7 preto rainha · f7 preto peão · g7 preto bispo · h7 preto peão · d6 preto peão · f6 preto cavalo · g6 preto peão · e5 preto peão · a2 branco peão · b2 branco peão · c2 branco peão · d2 branco peão · e2 branco peão · f2 branco peão · g2 branco peão · h2 branco peão · a1 branco torre · b1 branco cavalo · c1 branco bispo · d1 branco rainha · e1 branco rei · f1 branco bispo · g1 branco cavalo · h1 branco torre | a8 preto torre · b8 preto cavalo · c8 preto bispo · f8 preto torre · g8 preto rei · a7 preto peão · b7 preto peão · c7 preto peão · e7 preto rainha · f7 preto peão · g7 preto bispo · h7 preto peão · d6 preto peão · f6 preto cavalo · g6 preto peão · e5 preto peão · a2 branco peão · b2 branco peão · c2 branco peão · d2 branco peão · e2 branco peão · f2 branco peão · g2 branco peão · h2 branco peão · a1 branco torre · b1 branco cavalo · c1 branco bispo · d1 branco rainha · e1 branco rei · f1 branco bispo · g1 branco cavalo · h1 branco torre | a8 preto torre · b8 preto cavalo · c8 preto bispo · f8 preto torre · g8 preto rei · a7 preto peão · b7 preto peão · c7 preto peão · e7 preto rainha · f7 preto peão · g7 preto bispo · h7 preto peão · d6 preto peão · f6 preto cavalo · g6 preto peão · e5 preto peão · a2 branco peão · b2 branco peão · c2 branco peão · d2 branco peão · e2 branco peão · f2 branco peão · g2 branco peão · h2 branco peão · a1 branco torre · b1 branco cavalo · c1 branco bispo · d1 branco rainha · e1 branco rei · f1 branco bispo · g1 branco cavalo · h1 branco torre | a8 preto torre · b8 preto cavalo · c8 preto bispo · f8 preto torre · g8 preto rei · a7 preto peão · b7 preto peão · c7 preto peão · e7 preto rainha · f7 preto peão · g7 preto bispo · h7 preto peão · d6 preto peão · f6 preto cavalo · g6 preto peão · e5 preto peão · a2 branco peão · b2 branco peão · c2 branco peão · d2 branco peão · e2 branco peão · f2 branco peão · g2 branco peão · h2 branco peão · a1 branco torre · b1 branco cavalo · c1 branco bispo · d1 branco rainha · e1 branco rei · f1 branco bispo · g1 branco cavalo · h1 branco torre | a8 preto torre · b8 preto cavalo · c8 preto bispo · f8 preto torre · g8 preto rei · a7 preto peão · b7 preto peão · c7 preto peão · e7 preto rainha · f7 preto peão · g7 preto bispo · h7 preto peão · d6 preto peão · f6 preto cavalo · g6 preto peão · e5 preto peão · a2 branco peão · b2 branco peão · c2 branco peão · d2 branco peão · e2 branco peão · f2 branco peão · g2 branco peão · h2 branco peão · a1 branco torre · b1 branco cavalo · c1 branco bispo · d1 branco rainha · e1 branco rei · f1 branco bispo · g1 branco cavalo · h1 branco torre | a8 preto torre · b8 preto cavalo · c8 preto bispo · f8 preto torre · g8 preto rei · a7 preto peão · b7 preto peão · c7 preto peão · e7 preto rainha · f7 preto peão · g7 preto bispo · h7 preto peão · d6 preto peão · f6 preto cavalo · g6 preto peão · e5 preto peão · a2 branco peão · b2 branco peão · c2 branco peão · d2 branco peão · e2 branco peão · f2 branco peão · g2 branco peão · h2 branco peão · a1 branco torre · b1 branco cavalo · c1 branco bispo · d1 branco rainha · e1 branco rei · f1 branco bispo · g1 branco cavalo · h1 branco torre | a8 preto torre · b8 preto cavalo · c8 preto bispo · f8 preto torre · g8 preto rei · a7 preto peão · b7 preto peão · c7 preto peão · e7 preto rainha · f7 preto peão · g7 preto bispo · h7 preto peão · d6 preto peão · f6 preto cavalo · g6 preto peão · e5 preto peão · a2 branco peão · b2 branco peão · c2 branco peão · d2 branco peão · e2 branco peão · f2 branco peão · g2 branco peão · h2 branco peão · a1 branco torre · b1 branco cavalo · c1 branco bispo · d1 branco rainha · e1 branco rei · f1 branco bispo · g1 branco cavalo · h1 branco torre | 6 |
| 5 | a8 preto torre · b8 preto cavalo · c8 preto bispo · f8 preto torre · g8 preto rei · a7 preto peão · b7 preto peão · c7 preto peão · e7 preto rainha · f7 preto peão · g7 preto bispo · h7 preto peão · d6 preto peão · f6 preto cavalo · g6 preto peão · e5 preto peão · a2 branco peão · b2 branco peão · c2 branco peão · d2 branco peão · e2 branco peão · f2 branco peão · g2 branco peão · h2 branco peão · a1 branco torre · b1 branco cavalo · c1 branco bispo · d1 branco rainha · e1 branco rei · f1 branco bispo · g1 branco cavalo · h1 branco torre | a8 preto torre · b8 preto cavalo · c8 preto bispo · f8 preto torre · g8 preto rei · a7 preto peão · b7 preto peão · c7 preto peão · e7 preto rainha · f7 preto peão · g7 preto bispo · h7 preto peão · d6 preto peão · f6 preto cavalo · g6 preto peão · e5 preto peão · a2 branco peão · b2 branco peão · c2 branco peão · d2 branco peão · e2 branco peão · f2 branco peão · g2 branco peão · h2 branco peão · a1 branco torre · b1 branco cavalo · c1 branco bispo · d1 branco rainha · e1 branco rei · f1 branco bispo · g1 branco cavalo · h1 branco torre | a8 preto torre · b8 preto cavalo · c8 preto bispo · f8 preto torre · g8 preto rei · a7 preto peão · b7 preto peão · c7 preto peão · e7 preto rainha · f7 preto peão · g7 preto bispo · h7 preto peão · d6 preto peão · f6 preto cavalo · g6 preto peão · e5 preto peão · a2 branco peão · b2 branco peão · c2 branco peão · d2 branco peão · e2 branco peão · f2 branco peão · g2 branco peão · h2 branco peão · a1 branco torre · b1 branco cavalo · c1 branco bispo · d1 branco rainha · e1 branco rei · f1 branco bispo · g1 branco cavalo · h1 branco torre | a8 preto torre · b8 preto cavalo · c8 preto bispo · f8 preto torre · g8 preto rei · a7 preto peão · b7 preto peão · c7 preto peão · e7 preto rainha · f7 preto peão · g7 preto bispo · h7 preto peão · d6 preto peão · f6 preto cavalo · g6 preto peão · e5 preto peão · a2 branco peão · b2 branco peão · c2 branco peão · d2 branco peão · e2 branco peão · f2 branco peão · g2 branco peão · h2 branco peão · a1 branco torre · b1 branco cavalo · c1 branco bispo · d1 branco rainha · e1 branco rei · f1 branco bispo · g1 branco cavalo · h1 branco torre | a8 preto torre · b8 preto cavalo · c8 preto bispo · f8 preto torre · g8 preto rei · a7 preto peão · b7 preto peão · c7 preto peão · e7 preto rainha · f7 preto peão · g7 preto bispo · h7 preto peão · d6 preto peão · f6 preto cavalo · g6 preto peão · e5 preto peão · a2 branco peão · b2 branco peão · c2 branco peão · d2 branco peão · e2 branco peão · f2 branco peão · g2 branco peão · h2 branco peão · a1 branco torre · b1 branco cavalo · c1 branco bispo · d1 branco rainha · e1 branco rei · f1 branco bispo · g1 branco cavalo · h1 branco torre | a8 preto torre · b8 preto cavalo · c8 preto bispo · f8 preto torre · g8 preto rei · a7 preto peão · b7 preto peão · c7 preto peão · e7 preto rainha · f7 preto peão · g7 preto bispo · h7 preto peão · d6 preto peão · f6 preto cavalo · g6 preto peão · e5 preto peão · a2 branco peão · b2 branco peão · c2 branco peão · d2 branco peão · e2 branco peão · f2 branco peão · g2 branco peão · h2 branco peão · a1 branco torre · b1 branco cavalo · c1 branco bispo · d1 branco rainha · e1 branco rei · f1 branco bispo · g1 branco cavalo · h1 branco torre | a8 preto torre · b8 preto cavalo · c8 preto bispo · f8 preto torre · g8 preto rei · a7 preto peão · b7 preto peão · c7 preto peão · e7 preto rainha · f7 preto peão · g7 preto bispo · h7 preto peão · d6 preto peão · f6 preto cavalo · g6 preto peão · e5 preto peão · a2 branco peão · b2 branco peão · c2 branco peão · d2 branco peão · e2 branco peão · f2 branco peão · g2 branco peão · h2 branco peão · a1 branco torre · b1 branco cavalo · c1 branco bispo · d1 branco rainha · e1 branco rei · f1 branco bispo · g1 branco cavalo · h1 branco torre | a8 preto torre · b8 preto cavalo · c8 preto bispo · f8 preto torre · g8 preto rei · a7 preto peão · b7 preto peão · c7 preto peão · e7 preto rainha · f7 preto peão · g7 preto bispo · h7 preto peão · d6 preto peão · f6 preto cavalo · g6 preto peão · e5 preto peão · a2 branco peão · b2 branco peão · c2 branco peão · d2 branco peão · e2 branco peão · f2 branco peão · g2 branco peão · h2 branco peão · a1 branco torre · b1 branco cavalo · c1 branco bispo · d1 branco rainha · e1 branco rei · f1 branco bispo · g1 branco cavalo · h1 branco torre | 5 |
| 4 | a8 preto torre · b8 preto cavalo · c8 preto bispo · f8 preto torre · g8 preto rei · a7 preto peão · b7 preto peão · c7 preto peão · e7 preto rainha · f7 preto peão · g7 preto bispo · h7 preto peão · d6 preto peão · f6 preto cavalo · g6 preto peão · e5 preto peão · a2 branco peão · b2 branco peão · c2 branco peão · d2 branco peão · e2 branco peão · f2 branco peão · g2 branco peão · h2 branco peão · a1 branco torre · b1 branco cavalo · c1 branco bispo · d1 branco rainha · e1 branco rei · f1 branco bispo · g1 branco cavalo · h1 branco torre | a8 preto torre · b8 preto cavalo · c8 preto bispo · f8 preto torre · g8 preto rei · a7 preto peão · b7 preto peão · c7 preto peão · e7 preto rainha · f7 preto peão · g7 preto bispo · h7 preto peão · d6 preto peão · f6 preto cavalo · g6 preto peão · e5 preto peão · a2 branco peão · b2 branco peão · c2 branco peão · d2 branco peão · e2 branco peão · f2 branco peão · g2 branco peão · h2 branco peão · a1 branco torre · b1 branco cavalo · c1 branco bispo · d1 branco rainha · e1 branco rei · f1 branco bispo · g1 branco cavalo · h1 branco torre | a8 preto torre · b8 preto cavalo · c8 preto bispo · f8 preto torre · g8 preto rei · a7 preto peão · b7 preto peão · c7 preto peão · e7 preto rainha · f7 preto peão · g7 preto bispo · h7 preto peão · d6 preto peão · f6 preto cavalo · g6 preto peão · e5 preto peão · a2 branco peão · b2 branco peão · c2 branco peão · d2 branco peão · e2 branco peão · f2 branco peão · g2 branco peão · h2 branco peão · a1 branco torre · b1 branco cavalo · c1 branco bispo · d1 branco rainha · e1 branco rei · f1 branco bispo · g1 branco cavalo · h1 branco torre | a8 preto torre · b8 preto cavalo · c8 preto bispo · f8 preto torre · g8 preto rei · a7 preto peão · b7 preto peão · c7 preto peão · e7 preto rainha · f7 preto peão · g7 preto bispo · h7 preto peão · d6 preto peão · f6 preto cavalo · g6 preto peão · e5 preto peão · a2 branco peão · b2 branco peão · c2 branco peão · d2 branco peão · e2 branco peão · f2 branco peão · g2 branco peão · h2 branco peão · a1 branco torre · b1 branco cavalo · c1 branco bispo · d1 branco rainha · e1 branco rei · f1 branco bispo · g1 branco cavalo · h1 branco torre | a8 preto torre · b8 preto cavalo · c8 preto bispo · f8 preto torre · g8 preto rei · a7 preto peão · b7 preto peão · c7 preto peão · e7 preto rainha · f7 preto peão · g7 preto bispo · h7 preto peão · d6 preto peão · f6 preto cavalo · g6 preto peão · e5 preto peão · a2 branco peão · b2 branco peão · c2 branco peão · d2 branco peão · e2 branco peão · f2 branco peão · g2 branco peão · h2 branco peão · a1 branco torre · b1 branco cavalo · c1 branco bispo · d1 branco rainha · e1 branco rei · f1 branco bispo · g1 branco cavalo · h1 branco torre | a8 preto torre · b8 preto cavalo · c8 preto bispo · f8 preto torre · g8 preto rei · a7 preto peão · b7 preto peão · c7 preto peão · e7 preto rainha · f7 preto peão · g7 preto bispo · h7 preto peão · d6 preto peão · f6 preto cavalo · g6 preto peão · e5 preto peão · a2 branco peão · b2 branco peão · c2 branco peão · d2 branco peão · e2 branco peão · f2 branco peão · g2 branco peão · h2 branco peão · a1 branco torre · b1 branco cavalo · c1 branco bispo · d1 branco rainha · e1 branco rei · f1 branco bispo · g1 branco cavalo · h1 branco torre | a8 preto torre · b8 preto cavalo · c8 preto bispo · f8 preto torre · g8 preto rei · a7 preto peão · b7 preto peão · c7 preto peão · e7 preto rainha · f7 preto peão · g7 preto bispo · h7 preto peão · d6 preto peão · f6 preto cavalo · g6 preto peão · e5 preto peão · a2 branco peão · b2 branco peão · c2 branco peão · d2 branco peão · e2 branco peão · f2 branco peão · g2 branco peão · h2 branco peão · a1 branco torre · b1 branco cavalo · c1 branco bispo · d1 branco rainha · e1 branco rei · f1 branco bispo · g1 branco cavalo · h1 branco torre | a8 preto torre · b8 preto cavalo · c8 preto bispo · f8 preto torre · g8 preto rei · a7 preto peão · b7 preto peão · c7 preto peão · e7 preto rainha · f7 preto peão · g7 preto bispo · h7 preto peão · d6 preto peão · f6 preto cavalo · g6 preto peão · e5 preto peão · a2 branco peão · b2 branco peão · c2 branco peão · d2 branco peão · e2 branco peão · f2 branco peão · g2 branco peão · h2 branco peão · a1 branco torre · b1 branco cavalo · c1 branco bispo · d1 branco rainha · e1 branco rei · f1 branco bispo · g1 branco cavalo · h1 branco torre | 4 |
| 3 | a8 preto torre · b8 preto cavalo · c8 preto bispo · f8 preto torre · g8 preto rei · a7 preto peão · b7 preto peão · c7 preto peão · e7 preto rainha · f7 preto peão · g7 preto bispo · h7 preto peão · d6 preto peão · f6 preto cavalo · g6 preto peão · e5 preto peão · a2 branco peão · b2 branco peão · c2 branco peão · d2 branco peão · e2 branco peão · f2 branco peão · g2 branco peão · h2 branco peão · a1 branco torre · b1 branco cavalo · c1 branco bispo · d1 branco rainha · e1 branco rei · f1 branco bispo · g1 branco cavalo · h1 branco torre | a8 preto torre · b8 preto cavalo · c8 preto bispo · f8 preto torre · g8 preto rei · a7 preto peão · b7 preto peão · c7 preto peão · e7 preto rainha · f7 preto peão · g7 preto bispo · h7 preto peão · d6 preto peão · f6 preto cavalo · g6 preto peão · e5 preto peão · a2 branco peão · b2 branco peão · c2 branco peão · d2 branco peão · e2 branco peão · f2 branco peão · g2 branco peão · h2 branco peão · a1 branco torre · b1 branco cavalo · c1 branco bispo · d1 branco rainha · e1 branco rei · f1 branco bispo · g1 branco cavalo · h1 branco torre | a8 preto torre · b8 preto cavalo · c8 preto bispo · f8 preto torre · g8 preto rei · a7 preto peão · b7 preto peão · c7 preto peão · e7 preto rainha · f7 preto peão · g7 preto bispo · h7 preto peão · d6 preto peão · f6 preto cavalo · g6 preto peão · e5 preto peão · a2 branco peão · b2 branco peão · c2 branco peão · d2 branco peão · e2 branco peão · f2 branco peão · g2 branco peão · h2 branco peão · a1 branco torre · b1 branco cavalo · c1 branco bispo · d1 branco rainha · e1 branco rei · f1 branco bispo · g1 branco cavalo · h1 branco torre | a8 preto torre · b8 preto cavalo · c8 preto bispo · f8 preto torre · g8 preto rei · a7 preto peão · b7 preto peão · c7 preto peão · e7 preto rainha · f7 preto peão · g7 preto bispo · h7 preto peão · d6 preto peão · f6 preto cavalo · g6 preto peão · e5 preto peão · a2 branco peão · b2 branco peão · c2 branco peão · d2 branco peão · e2 branco peão · f2 branco peão · g2 branco peão · h2 branco peão · a1 branco torre · b1 branco cavalo · c1 branco bispo · d1 branco rainha · e1 branco rei · f1 branco bispo · g1 branco cavalo · h1 branco torre | a8 preto torre · b8 preto cavalo · c8 preto bispo · f8 preto torre · g8 preto rei · a7 preto peão · b7 preto peão · c7 preto peão · e7 preto rainha · f7 preto peão · g7 preto bispo · h7 preto peão · d6 preto peão · f6 preto cavalo · g6 preto peão · e5 preto peão · a2 branco peão · b2 branco peão · c2 branco peão · d2 branco peão · e2 branco peão · f2 branco peão · g2 branco peão · h2 branco peão · a1 branco torre · b1 branco cavalo · c1 branco bispo · d1 branco rainha · e1 branco rei · f1 branco bispo · g1 branco cavalo · h1 branco torre | a8 preto torre · b8 preto cavalo · c8 preto bispo · f8 preto torre · g8 preto rei · a7 preto peão · b7 preto peão · c7 preto peão · e7 preto rainha · f7 preto peão · g7 preto bispo · h7 preto peão · d6 preto peão · f6 preto cavalo · g6 preto peão · e5 preto peão · a2 branco peão · b2 branco peão · c2 branco peão · d2 branco peão · e2 branco peão · f2 branco peão · g2 branco peão · h2 branco peão · a1 branco torre · b1 branco cavalo · c1 branco bispo · d1 branco rainha · e1 branco rei · f1 branco bispo · g1 branco cavalo · h1 branco torre | a8 preto torre · b8 preto cavalo · c8 preto bispo · f8 preto torre · g8 preto rei · a7 preto peão · b7 preto peão · c7 preto peão · e7 preto rainha · f7 preto peão · g7 preto bispo · h7 preto peão · d6 preto peão · f6 preto cavalo · g6 preto peão · e5 preto peão · a2 branco peão · b2 branco peão · c2 branco peão · d2 branco peão · e2 branco peão · f2 branco peão · g2 branco peão · h2 branco peão · a1 branco torre · b1 branco cavalo · c1 branco bispo · d1 branco rainha · e1 branco rei · f1 branco bispo · g1 branco cavalo · h1 branco torre | a8 preto torre · b8 preto cavalo · c8 preto bispo · f8 preto torre · g8 preto rei · a7 preto peão · b7 preto peão · c7 preto peão · e7 preto rainha · f7 preto peão · g7 preto bispo · h7 preto peão · d6 preto peão · f6 preto cavalo · g6 preto peão · e5 preto peão · a2 branco peão · b2 branco peão · c2 branco peão · d2 branco peão · e2 branco peão · f2 branco peão · g2 branco peão · h2 branco peão · a1 branco torre · b1 branco cavalo · c1 branco bispo · d1 branco rainha · e1 branco rei · f1 branco bispo · g1 branco cavalo · h1 branco torre | 3 |
| 2 | a8 preto torre · b8 preto cavalo · c8 preto bispo · f8 preto torre · g8 preto rei · a7 preto peão · b7 preto peão · c7 preto peão · e7 preto rainha · f7 preto peão · g7 preto bispo · h7 preto peão · d6 preto peão · f6 preto cavalo · g6 preto peão · e5 preto peão · a2 branco peão · b2 branco peão · c2 branco peão · d2 branco peão · e2 branco peão · f2 branco peão · g2 branco peão · h2 branco peão · a1 branco torre · b1 branco cavalo · c1 branco bispo · d1 branco rainha · e1 branco rei · f1 branco bispo · g1 branco cavalo · h1 branco torre | a8 preto torre · b8 preto cavalo · c8 preto bispo · f8 preto torre · g8 preto rei · a7 preto peão · b7 preto peão · c7 preto peão · e7 preto rainha · f7 preto peão · g7 preto bispo · h7 preto peão · d6 preto peão · f6 preto cavalo · g6 preto peão · e5 preto peão · a2 branco peão · b2 branco peão · c2 branco peão · d2 branco peão · e2 branco peão · f2 branco peão · g2 branco peão · h2 branco peão · a1 branco torre · b1 branco cavalo · c1 branco bispo · d1 branco rainha · e1 branco rei · f1 branco bispo · g1 branco cavalo · h1 branco torre | a8 preto torre · b8 preto cavalo · c8 preto bispo · f8 preto torre · g8 preto rei · a7 preto peão · b7 preto peão · c7 preto peão · e7 preto rainha · f7 preto peão · g7 preto bispo · h7 preto peão · d6 preto peão · f6 preto cavalo · g6 preto peão · e5 preto peão · a2 branco peão · b2 branco peão · c2 branco peão · d2 branco peão · e2 branco peão · f2 branco peão · g2 branco peão · h2 branco peão · a1 branco torre · b1 branco cavalo · c1 branco bispo · d1 branco rainha · e1 branco rei · f1 branco bispo · g1 branco cavalo · h1 branco torre | a8 preto torre · b8 preto cavalo · c8 preto bispo · f8 preto torre · g8 preto rei · a7 preto peão · b7 preto peão · c7 preto peão · e7 preto rainha · f7 preto peão · g7 preto bispo · h7 preto peão · d6 preto peão · f6 preto cavalo · g6 preto peão · e5 preto peão · a2 branco peão · b2 branco peão · c2 branco peão · d2 branco peão · e2 branco peão · f2 branco peão · g2 branco peão · h2 branco peão · a1 branco torre · b1 branco cavalo · c1 branco bispo · d1 branco rainha · e1 branco rei · f1 branco bispo · g1 branco cavalo · h1 branco torre | a8 preto torre · b8 preto cavalo · c8 preto bispo · f8 preto torre · g8 preto rei · a7 preto peão · b7 preto peão · c7 preto peão · e7 preto rainha · f7 preto peão · g7 preto bispo · h7 preto peão · d6 preto peão · f6 preto cavalo · g6 preto peão · e5 preto peão · a2 branco peão · b2 branco peão · c2 branco peão · d2 branco peão · e2 branco peão · f2 branco peão · g2 branco peão · h2 branco peão · a1 branco torre · b1 branco cavalo · c1 branco bispo · d1 branco rainha · e1 branco rei · f1 branco bispo · g1 branco cavalo · h1 branco torre | a8 preto torre · b8 preto cavalo · c8 preto bispo · f8 preto torre · g8 preto rei · a7 preto peão · b7 preto peão · c7 preto peão · e7 preto rainha · f7 preto peão · g7 preto bispo · h7 preto peão · d6 preto peão · f6 preto cavalo · g6 preto peão · e5 preto peão · a2 branco peão · b2 branco peão · c2 branco peão · d2 branco peão · e2 branco peão · f2 branco peão · g2 branco peão · h2 branco peão · a1 branco torre · b1 branco cavalo · c1 branco bispo · d1 branco rainha · e1 branco rei · f1 branco bispo · g1 branco cavalo · h1 branco torre | a8 preto torre · b8 preto cavalo · c8 preto bispo · f8 preto torre · g8 preto rei · a7 preto peão · b7 preto peão · c7 preto peão · e7 preto rainha · f7 preto peão · g7 preto bispo · h7 preto peão · d6 preto peão · f6 preto cavalo · g6 preto peão · e5 preto peão · a2 branco peão · b2 branco peão · c2 branco peão · d2 branco peão · e2 branco peão · f2 branco peão · g2 branco peão · h2 branco peão · a1 branco torre · b1 branco cavalo · c1 branco bispo · d1 branco rainha · e1 branco rei · f1 branco bispo · g1 branco cavalo · h1 branco torre | a8 preto torre · b8 preto cavalo · c8 preto bispo · f8 preto torre · g8 preto rei · a7 preto peão · b7 preto peão · c7 preto peão · e7 preto rainha · f7 preto peão · g7 preto bispo · h7 preto peão · d6 preto peão · f6 preto cavalo · g6 preto peão · e5 preto peão · a2 branco peão · b2 branco peão · c2 branco peão · d2 branco peão · e2 branco peão · f2 branco peão · g2 branco peão · h2 branco peão · a1 branco torre · b1 branco cavalo · c1 branco bispo · d1 branco rainha · e1 branco rei · f1 branco bispo · g1 branco cavalo · h1 branco torre | 2 |
| 1 | a8 preto torre · b8 preto cavalo · c8 preto bispo · f8 preto torre · g8 preto rei · a7 preto peão · b7 preto peão · c7 preto peão · e7 preto rainha · f7 preto peão · g7 preto bispo · h7 preto peão · d6 preto peão · f6 preto cavalo · g6 preto peão · e5 preto peão · a2 branco peão · b2 branco peão · c2 branco peão · d2 branco peão · e2 branco peão · f2 branco peão · g2 branco peão · h2 branco peão · a1 branco torre · b1 branco cavalo · c1 branco bispo · d1 branco rainha · e1 branco rei · f1 branco bispo · g1 branco cavalo · h1 branco torre | a8 preto torre · b8 preto cavalo · c8 preto bispo · f8 preto torre · g8 preto rei · a7 preto peão · b7 preto peão · c7 preto peão · e7 preto rainha · f7 preto peão · g7 preto bispo · h7 preto peão · d6 preto peão · f6 preto cavalo · g6 preto peão · e5 preto peão · a2 branco peão · b2 branco peão · c2 branco peão · d2 branco peão · e2 branco peão · f2 branco peão · g2 branco peão · h2 branco peão · a1 branco torre · b1 branco cavalo · c1 branco bispo · d1 branco rainha · e1 branco rei · f1 branco bispo · g1 branco cavalo · h1 branco torre | a8 preto torre · b8 preto cavalo · c8 preto bispo · f8 preto torre · g8 preto rei · a7 preto peão · b7 preto peão · c7 preto peão · e7 preto rainha · f7 preto peão · g7 preto bispo · h7 preto peão · d6 preto peão · f6 preto cavalo · g6 preto peão · e5 preto peão · a2 branco peão · b2 branco peão · c2 branco peão · d2 branco peão · e2 branco peão · f2 branco peão · g2 branco peão · h2 branco peão · a1 branco torre · b1 branco cavalo · c1 branco bispo · d1 branco rainha · e1 branco rei · f1 branco bispo · g1 branco cavalo · h1 branco torre | a8 preto torre · b8 preto cavalo · c8 preto bispo · f8 preto torre · g8 preto rei · a7 preto peão · b7 preto peão · c7 preto peão · e7 preto rainha · f7 preto peão · g7 preto bispo · h7 preto peão · d6 preto peão · f6 preto cavalo · g6 preto peão · e5 preto peão · a2 branco peão · b2 branco peão · c2 branco peão · d2 branco peão · e2 branco peão · f2 branco peão · g2 branco peão · h2 branco peão · a1 branco torre · b1 branco cavalo · c1 branco bispo · d1 branco rainha · e1 branco rei · f1 branco bispo · g1 branco cavalo · h1 branco torre | a8 preto torre · b8 preto cavalo · c8 preto bispo · f8 preto torre · g8 preto rei · a7 preto peão · b7 preto peão · c7 preto peão · e7 preto rainha · f7 preto peão · g7 preto bispo · h7 preto peão · d6 preto peão · f6 preto cavalo · g6 preto peão · e5 preto peão · a2 branco peão · b2 branco peão · c2 branco peão · d2 branco peão · e2 branco peão · f2 branco peão · g2 branco peão · h2 branco peão · a1 branco torre · b1 branco cavalo · c1 branco bispo · d1 branco rainha · e1 branco rei · f1 branco bispo · g1 branco cavalo · h1 branco torre | a8 preto torre · b8 preto cavalo · c8 preto bispo · f8 preto torre · g8 preto rei · a7 preto peão · b7 preto peão · c7 preto peão · e7 preto rainha · f7 preto peão · g7 preto bispo · h7 preto peão · d6 preto peão · f6 preto cavalo · g6 preto peão · e5 preto peão · a2 branco peão · b2 branco peão · c2 branco peão · d2 branco peão · e2 branco peão · f2 branco peão · g2 branco peão · h2 branco peão · a1 branco torre · b1 branco cavalo · c1 branco bispo · d1 branco rainha · e1 branco rei · f1 branco bispo · g1 branco cavalo · h1 branco torre | a8 preto torre · b8 preto cavalo · c8 preto bispo · f8 preto torre · g8 preto rei · a7 preto peão · b7 preto peão · c7 preto peão · e7 preto rainha · f7 preto peão · g7 preto bispo · h7 preto peão · d6 preto peão · f6 preto cavalo · g6 preto peão · e5 preto peão · a2 branco peão · b2 branco peão · c2 branco peão · d2 branco peão · e2 branco peão · f2 branco peão · g2 branco peão · h2 branco peão · a1 branco torre · b1 branco cavalo · c1 branco bispo · d1 branco rainha · e1 branco rei · f1 branco bispo · g1 branco cavalo · h1 branco torre | a8 preto torre · b8 preto cavalo · c8 preto bispo · f8 preto torre · g8 preto rei · a7 preto peão · b7 preto peão · c7 preto peão · e7 preto rainha · f7 preto peão · g7 preto bispo · h7 preto peão · d6 preto peão · f6 preto cavalo · g6 preto peão · e5 preto peão · a2 branco peão · b2 branco peão · c2 branco peão · d2 branco peão · e2 branco peão · f2 branco peão · g2 branco peão · h2 branco peão · a1 branco torre · b1 branco cavalo · c1 branco bispo · d1 branco rainha · e1 branco rei · f1 branco bispo · g1 branco cavalo · h1 branco torre | 1 |
|   | a | b | c | d | e | f | g | h |   |

Diagrama, no enxadrismo, é uma imagem que representa uma dada posição de uma partida de xadrez, sendo utilizado principalmente em livros e websites relacionados à teoria e prática enxadrística.
Embora os diagramas de xadrez sejam normalmente bidimensionais, alguns livros vêm se utilizando de diagramas tridimensionais, gerados em editores gráficos, para demonstrar as posições de peças no transcorrer de uma partida.